# Platyonitis smeenkorum
Platyonitis smeenkorum là một loài bọ cánh cứng trong họ Bọ hung (Scarabaeidae).